# Gemylus uniformis
Gemylus uniformis là một loài bọ cánh cứng trong họ Cerambycidae.